# Pseudobradya lanceta
Pseudobradya lanceta är en kräftdjursart som beskrevs av Coull 1986. Pseudobradya lanceta ingår i släktet Pseudobradya och familjen Ectinosomatidae. Inga underarter finns listade i Catalogue of Life.